# Luis Francisco García
Luis Francisco "Guicho" García Llamas (ur. 4 kwietnia 1964 w Guadalajarze) – meksykański piłkarz występujący na pozycji obrońcy, obecnie trener. Jego syn Luis Francisco García również jest piłkarzem.

## Kariera klubowa
García pochodzi z miasta Guadalajara i jest wychowankiem tamtejszego zespołu Club Atlas. W meksykańskiej Primera División zadebiutował jako dziewiętnastolatek, 4 września 1983 w wygranym 4:3 spotkaniu z Universidadem de Guadalajara i od razu został podstawowym piłkarzem ekipy. Premierowego gola w najwyższej klasie rozgrywkowej strzelił 16 października tego samego roku w przegranej 3:4 konfrontacji z Tampico. Barwy Atlasu reprezentował ogółem przez sześć lat, zdobywając w tym czasie dziesięć bramek w 122 ligowych meczach, jednak nie odniósł z tą drużyną żadnego sukcesu zarówno na arenie krajowej, jak i międzynarodowej. W lipcu 1989 został zawodnikiem Deportivo Toluca, gdzie z kolei występował przez następne cztery sezony i pojawiał się na ligowych boiskach 146 razy, przez cały okres gry w klubie będąc podstawowym defensorem klubu. W połowie 1994 roku powrócił do rodzinnego miasta, podpisując kontrakt z Universidadem de Guadalajara, z którym jednak w rozgrywkach 1993/1994 spadł do drugiej ligi.
Latem 1993 García przeszedł do zespołu Correcaminos UAT z siedzibą w mieście Ciudad Victoria. Tam również szybko wywalczył sobie miejsce w wyjściowej jedenastce, jednak w sezonie 1993/1994 zanotował ze swoim klubem relegację do drugiej ligi, w której spędził z Correcaminos kolejne dwa lata. W sezonie Verano 1997 zajął ze swoim klubem drugie miejsce w Primera División A. W styczniu 1998 powrócił do najwyższej klasy rozgrywkowej, podpisując kontrakt z Tiburones Rojos de Veracruz, jednak mimo regularnej gry, na koniec rozgrywek 1997/1998 spadł z nim na zaplecze pierwszej ligi. Sam pozostał jednak w Primera División, tym razem przechodząc do Cruz Azul ze stołecznego miasta Meksyk. Z tą ekipą odniósł jedyny sukces w karierze piłkarskiej, w jesiennym sezonie Invierno 1999 zdobywając wicemistrzostwo Meksyku.
Kolejnym klubem w karierze Garcíi był beniaminek najwyższej klasy rozgrywkowej, CF La Piedad, z którym w sezonie 2001/2002 już po raz czwarty w karierze spadł do drugiej ligi. W 2003 roku na krótko znalazł zatrudnienie w drugoligowym Club Celaya, po czym podpisał umowę z Dorados de Sinaloa, także występującym w drugiej lidze meksykańskiej. W rozgrywkach 2003/2004 zdołał wywalczyć z Dorados historyczny awans do Primera División, w której trenował z zespołem jeszcze przez pół roku, jednak nie rozegrał żadnego oficjalnego spotkania. Profesjonalną karierę piłkarską zakończył w wieku 40 lat.

## Kariera reprezentacyjna
W 1983 roku García został powołany przez selekcjonera Mario Velarde do reprezentacji Meksyku U-20 na Młodzieżowe Mistrzostwa Świata w Meksyku. Tam był podstawowym defensorem swojej kadry i rozegrał wszystkie trzy spotkania w pełnym wymiarze czasowym, nie wpisując się na listę strzelców. Jego kadra, pełniąca wówczas rolę gospodarzy, spisała się jednak poniżej oczekiwań, notując remis i dwie porażki, wobec czego zajęła ostatnie, czwarte miejsce w grupie, odpadając z turnieju i nie kwalifikując się do fazy pucharowej.
W seniorskiej reprezentacji Meksyku García zadebiutował za kadencji serbskiego selekcjonera Bory Milutinovicia, 29 listopada 1983 w zremisowanym 4:4 meczu towarzyskim z Martyniką. Ogółem swój bilans w kadrze narodowej zamknął na trzech rozegranych spotkaniach, wszystkich sparingowych, nie zdobywając w nich żadnego gola.

## Kariera trenerska
Po zakończeniu kariery piłkarskiej García rozpoczął pracę jako szkoleniowiec. W lipcu 2005 został trenerem drugoligowego zespołu Trotamundos de Tijuana, który prowadził bez większych sukcesów przez pół roku, odnosząc pięć zwycięstw, pięć remisów i cztery porażki w czternastu spotkaniach. Wiosną 2008 pracował w ekipie Club Necaxa z siedzibą w Aguascalientes w roli szkoleniowca trzecioligowej drużyny rezerw, zaś jesienią tego samego roku był asystentem trenera Pablo Luny w drugoligowym Tiburones Rojos de Veracruz. Wiosną 2010 trenował czwartoligowe rezerwy swojego macierzystego Club Atlas, natomiast w latach 2010–2014 ponownie był członkiem sztabu szkoleniowego akademii juniorskiej Necaxy; przez pierwszy rok pracował z zespołami do lat siedemnastu i dwudziestu, by po spadku klubu do drugiej ligi objąć trzecioligowy zespół rezerw. W październiku 2011 zastąpił ponadto Francisco Ramíreza na stanowisku trenera grającej w drugiej lidze seniorskiej drużyny, którą poprowadził w pięciu meczach (zwycięstwo, dwa remisy i dwie porażki) i po miesiącu powrócił do pracy z rezerwami.
W latach 2014–2015 García pracował w kolejnym ze swoich byłych klubów – Universidadzie de Guadalajara, wówczas beniaminku najwyższej klasy rozgrywkowej, pełniąc rolę szkoleniowca zespołu do lat dwudziestu.